# Хроль Геннадій Юрійович
Геннадій Юрійович Хроль (нар. 8 серпня 1979, с.Довжик, Золочівський район, Харківська область, УРСР) — український футболіст, захисник.

## Життєпис
Геннадій Хроль народився 8 серпня 1979 року в селі Довжик Золочівського району Харківської області. Перший професіональний контракт підписав з одеським «Чорноморцем», але першим його клубом став аматорський харківський «Арсенал», в складі якого Геннадій зіграв 6 матчів та відзначився 2-ма голами. В 1999 році перейшов до складу СК «Одеса». У складі цього клубу дебютував на професіональному рівні. Сталося це 4 квітня 1999 року в домашньому матчі 17-го туру групи Б другої ліги чемпіонату України проти запорізького «Віктора». Одесити в тому поєдинку здобули розгромну перемогу з рахунком 4:0. Хроль в тому матчі вийшов на поле в стартовому складі, на 64-й хвилині відзначився дебютним голом на професіональному рівні, а на 74-й хвилині його замінив Валерій Перекитний. Загалом у складі СК «Одеси» зіграв 11 матчів та відзначився 2 голами. Впевнена та вдала гра молодого захисника привернула увагу «Чорноморця», тому вже 1999 року він повернувся до складу одеських моряків.
16 жовтня 1999 року дебютував у складі одеського «Чорноморця». Сталося це в матчі 12-го туру Вищої ліги чемпіонату України проти полтавської «Ворскли». Матч завершився з рахунком 4:0 на користь полтавської команди. Геннадій вийшов на поле на 69-й хвилині поєдинку, замінивши Олега Мочуляка. Дебютним голом у футболці одеських «моряків» відзначився 25 травня 2001 року в матчі 28-го туру Першої ліги чемпіонату України проти донецького «Шахтаря-2». Одесити в тому матчі здобули перемогу з рахунком 3:0. Хроль вийшов на поле в стартовому складі, на 59-й хвилині відзначився голом, на 73-й хвилині отримав жовту картку, а вже на 79-й хвилині його замінив Леонід Калфа. До 2001 році в складі головної команди одеситів у чемпіонатах України зіграв 48 матчів та відзначився 2 голами, ще 5 поєдинків за «Чорноморець» провів у кубку України. Крім цього, з 1999 по 2001 рік виступав у складі фарм-клубу одеситів, «Чорноморці-2», в складі якого провів 28 матчів та відзначився 3-ма голами.
З 2002 по 2004 роки захищав кольори львівських «Карпат», у складі яких у Вищій лізі чемпіонату України зіграв 29 матчів та відзначився 1 голом, також 1 матч за львів'ян зіграв у кубку України. Крім того у 2002—2004 роках виступав у складі «Карпат-2» (25 матчів, 1 гол) та у 2002—2003 роках у складі «Карпат-3» (5 матчів).
З 2004 по 2005 роки виступав у складі іншого представника вищої ліги чемпіонату України, полтавської «Ворскли». В складі полтавського клубу в чемпіонаті зіграв 16 матчів, у кубку України — 1 поєдинок.
З 2006 по 2008 роки виступав у складі нижчолігових клубів «Дніпро» (Черкаси) та «Арсенал» (Харків).
У 2011 році зіграв 5 матчів у складі аматорського клубу СКАД-Ялпуг. Останнім професіональним футбольним клубом в кар'єрі гравця Геннадія Хроля став головківський «УкрАгроКом», до складу якого він приєднався у 2011 році. 16 липня 2011 року дебютував у складі головківського клубу в домашньому матчі 1-го попереднього етапу кубку України проти краматорського «Авангарду». Матч завершився перемогою головківської команди з рахунком 2:1. Геннадій вийшов у тому матчі в стартовому складі та відіграв увесь поєдинок. Крім того, відзначився двома голами: спочатку, на 24-й хвилині, відзначився з гри, а потім, на 88-й хвилині, реалізував пенальті. Перший матч в чемпіонатах України за аграріїв зіграв 23 липня 2011 року, в 1-му турі групи А Другої ліги чемпіонату України проти хмельницького «Динамо». «УкрАгроКом» здобув перемогу з рахунком 3:0. Геннадій вийшов у стартовому складі, а на 42-й хвилині був замінений на Олександра Нікітіна. Загалом у складі головківського клубу в чемпіонаті України зіграв 3 матчі, ще 2 поєдинки в складі «УкрАгроКому» провів у кубку України.

## Досягнення
- Друга ліга чемпіонату України
  -  Бронзовий призер (1): 2007/08 (група Б)